# تیپ ۹۳۳ نهال

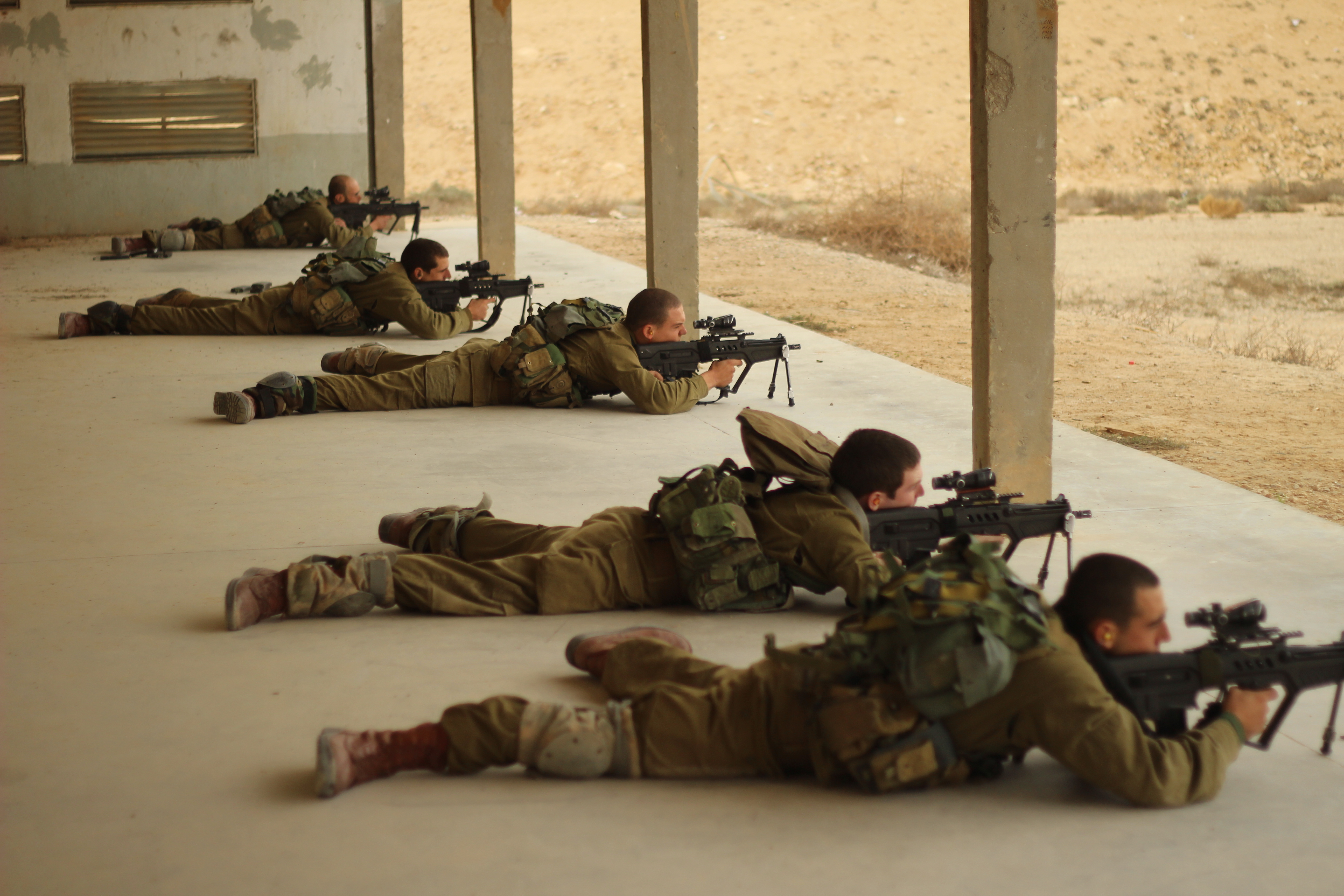
سربازان تیپ نهال در حال تمرین با تفنگ تاور.

تیپ ۹۳۳ نهال (انگلیسی: Nahal Brigade) یا تیپ نهال تیپ پیاده‌نظام نیروی زمینی اسرائیل، زیرمجموعه لشکر ۱۶۲ زرهی هاپلادا و تحت امر فرماندهی جنوبی اسرائیل است، که در سال ۱۹۸۲ تأسیس شد. پیشینه تأسیس این تیپ به دهه ۱۹۵۰ و شکل‌گیری گردان ۵۰ به‌عنوان بخشی از تیپ ۵۵ چترباز بازمی‌گردد.
تیپ نهال عمدتاً از سربازان عادی و نیز از هسته‌ای از سربازان گروه نهال؛ بخشی از جنبش نهال، که خدمات داوطلبانه اجتماعی، کشاورزی و نظامی ارائه می‌دهند، تشکیل شده است. سربازان تیپ نهال از کلاه‌های سبز روشن استفاده می‌کنند. این تیپ از ۴ گردان ۵۰، ۹۳۱، ۹۳۲ و ۹۳۴ تشکیل می‌شود.
نیروهای این تیپ به صورت چرخشی بر روی بی‌ثبات‌ترین مرزهای اسرائیل (لبنان، سوریه و غزه) همچنین در سرزمین‌های کرانه باختری عمل می‌کنند. وظیفه اصلی تیپ نهال، گشت‌زنی و عملیات نظارتی منظم در مرزها، عملیات ضد تروریستی و کنترل شورش در کرانه باختری، همچنین ارائه پشتیبانی تاکتیکی به پلیس است.
تیپ نهال از بدو پیدایش تاکنون در تمامی جنگ‌های اصلی و عملیات‌های بزرگ شرکت داشته است و در جنگ ۱۹۸۲ لبنان، جنگ ۲۰۰۶ اسرائیل و لبنان، انتفاضه اول و انتفاضه دوم نقش کلیدی ایفا کرده است. در حملات ۷ اکتبر ۲۰۲۳، فرمانده تیپ نهال؛ سرهنگ دوم یوناتان اشتاینبرگ و ۶۷ نفر از سربازان این تیپ، در جریان جنگ اسرائیل و حماس کشته شدند.

## تاریخچه
این تیپ در سال ۱۹۸۲، در پاسخ به نیاز روزافزون به نیروی انسانی پیاده‌نظام، قبل از جنگ لبنان در سال ۱۹۸۲، به عنوان یک تیپ جداگانه تأسیس شد. گردان ۵۰ آن در ابتدا بخشی از تیپ چتربازان در دهه ۱۹۵۰ بود. این تیپ عمدتاً از سربازان وظیفه عادی و همچنین از هسته سربازان گروه نهال، بخشی از جنبش نهال، که ترکیبی از داوطلبی اجتماعی، کشاورزی (از نظر تاریخی ایجاد جوامع کشاورزی کیبوتص) و خدمت سربازی است، تشکیل شده است. بسیاری از داوطلبان خارجی محل نیز در تیپ نهال خدمت می‌کنند و هسته سربازان بسیار با انگیزه و منظمی را برای این تیپ فراهم می‌کنند.
سربازان تیپ نهال با کلاه‌های سبز روشن خود متمایز می‌شوند که به آنها لقب «چراغ‌های شب‌تاب» (به زبان عبری به معنای چوب‌های شب‌تاب) را داده است. این تیپ از چهار گردان ۵۰، ۹۳۱، ۹۳۲ و ۹۳۴ همچنین گردان شناسایی و گروه‌های مختلف در پایگاه آموزشی آن تشکیل شده است که در مجموع تیپ ۹۳۳ را تشکیل می‌دهند.
این تیپ به صورت چرخشی در بی‌ثبات‌ترین مرزهای اسرائیل (لبنان، سوریه و نوار غزه) همچنین در سرزمین‌های کرانه باختری فعالیت می‌کند. وظیفه آن گشت‌زنی منظم و عملیات نظارتی در مرزها، عملیات ضد تروریستی و کنترل شورش در کرانه باختری و همچنین پشتیبانی تاکتیکی از عملیات پلیس در سرزمین‌ها است.
این تیپ از زمان تأسیس خود در تمام جنگ‌های بزرگ و عملیات‌های گسترده فعالیت داشته و نقش‌های کلیدی در طول جنگ اول و دوم لبنان و انتفاضه اول و دوم ایفا کرده است.
در ۱۰ ژوئن ۱۹۸۲، نیروی هوایی اسرائیل یک ستون از نیروهای نهال ارتش اسرائیل را با یک واحد کماندویی سوری اشتباه گرفت. یک فروند فانتوم اف-۴ نیروی هوایی اسرائیل با مهمات خوشه‌ای به گردان ۹۳۱ که در جنوب شرقی لبنان در حال پیشروی در خودروهای زرهی روباز بود، حمله کرد. این واحد ۲۴ سرباز کشته و ۱۰۸ نفر زخمی شدند و ۳۰ سرباز دیگر نیز دچار شوک گلوله شدند. این بدترین حادثه آتش خودی در تاریخ ارتش اسرائیل بود.

در ۴ سپتامبر ۱۹۸۲، یک گروه چهار نفره فلسطینی به یک پست دیده‌بانی که توسط هشت سرباز از تیپ نهال اداره می‌شد، حمله کرد. همه سربازان اسرائیلی بدون شلیک حتی یک گلوله تسلیم شدند. سپس اسرائیل مجبور شد در دو معامله مبادله جداگانه، تقریباً ۶۰۰۰ زندانی فلسطینی را در ازای سربازان اسیر ناحال آزاد کند. این معاملات به دلیل «نامتوازن بودن» شدیداً در اسرائیل مورد انتقاد قرار گرفت. همچنین به رفتار نه چندان قهرمانانه سربازان تیپ نهال اشاره شد. گیلبوا، فرمانده تیپ نهال، تا آنجا پیش رفت که سربازان تیپ خود را «هشت بزدل» نامید.
در نوامبر ۱۹۸۷، دو پیکارجوی جبهه خلق برای آزادی فلسطین موفق شدند با گلایدر از مرز لبنان و اسرائیل عبور کنند. یکی از آنها توسط نیروهای دفاعی اسرائیل محاصره و کشته شد. جنگجوی دوم، میلود نجاح از تونس، از دستگیری فرار کرد و به یک پایگاه نیروهای دفاعی اسرائیل در خارج از کریات شمونا در شمال اسرائیل که توسط سربازان تیپ نهال اداره می‌شد، حمله کرد. در یک تبادل آتش دو دقیقه‌ای، نجاح موفق شد شش سرباز نهال را کشته و ۱۰ نفر دیگر را زخمی کند، قبل از اینکه خودش کشته شود. پیروزی فلسطینی‌ها به‌طور گسترده در سرزمین‌های اشغالی فلسطین جشن گرفته شد و به شعله‌ور شدن انتفاضه اول کمک کرد.
در نوامبر ۲۰۰۲، سه سرباز نهال در یک کمین در شهر فلسطینی الخلیل کشته شدند. نه سرباز و پرسنل امنیتی دیگر ارتش اسرائیل در این حادثه کشته شدند، از جمله سرهنگ واینبرگ، فرمانده تیپ الخلیل، در این درگیری کشته شد. این نبرد به‌طور گسترده به عنوان یک پیروزی برای جهاد اسلامی فلسطین تلقی شد که سه جنگجوی خود را در این حادثه از دست داد.
از اوت ۲۰۱۹ تا ژوئن ۲۰۲۱، این تیپ توسط اسرائیل شومر رهبری می‌شد. در ۲۸ ژوئن، شارون آسمان به عنوان فرمانده جدید منصوب شد. با این حال، سه روز بعد، در ۱ ژوئیه، آسمان ناگهان در حین آموزش صبحگاهی درگذشت. در نتیجه، شومر دوباره به فرماندهی منصوب شد تا زمانی که جایگزین دائمی پیدا شود.
در ۷ اکتبر ۲۰۲۳، فرمانده تیپ، سرهنگ دوم یوناتان استاینبرگ، در طول جنگ غزه کشته شد.
در آوریل ۲۰۲۴، نوچی مندل، رئیس ستاد تیپ نهال، پس از حمله به کاروان کمک‌های آشپزخانه مرکزی جهانی که منجر به کشته شدن هفت امدادگر شد، برکنار شد. مندل، یک شهرک‌نشین ملی‌گرای مذهبی اسرائیلی، پیش از این نامه‌ای را امضا کرده بود که خواستار محدود شدن جریان کمک‌ها به غزه شده بود.
تیپ نهال در طول جنگ غزه، از جمله در طول حملات ۷ اکتبر، ۶۷ سرباز و فرمانده را از دست داد.